# Aéroport Narimanovo
L'aéroport Narimanovo (Russe: Аэропорт Нариманово) (code IATA : ASF • code OACI : URWA) est un aéroport international desservant la ville d'Astrakhan, une ville du sud de la Russie sur la Mer Caspienne. Il est géré par la société JSC "Aeroport Astrakhan".

## Description
En 2019, le nombre de voyageurs ayant transité par cet aéroport a atteint 672 456.

## Situation
| \| 50 km1:1 791 000 \| Koursk Abakan Anapa Pskov Arkhangelsk Astrakhan Barnaoul Belgorod Blagoveshchensk Bratsk Grozny Guelendjik Iakoutsk Iékaterinbourg Ijevsk Ioujno-Sakhalinsk Irkoutsk Kaliningrad Kazan Kemerovo Khabarovsk Khanty-Mansiïsk Krasnodar Krasnoïarsk Magadan Magnitogorsk Makhachkala Mineralnye Vody Mirny Moscou · SVO Moscou · DME Moscou-VKO Mourmansk Narian-Mar Nijnekamsk Nijnevartovsk Nijni Novgorod Noïabrsk Alykel Novokouznetsk Novossibirsk Novy Ourengoï Omsk Orenbourg Oufa Oulan-Oude Oulianovsk Perm Petropavlovsk-Kamtchatski Rostov · sur-le-Don Sabetta Saint-Pétersbourg Salekhard Samara Saratov Simferopol Sotchi Sourgout Stavropol Kyzyl Syktyvkar Tcheliabinsk Tchita Tioumen Tomsk Vladivostok Volgograd Voronej |
| 50 km1:1 791 000 |

## Compagnies aériennes et destinations
| Compagnies        | Destinations                |
| ----------------- | --------------------------- |
| Aeroflot          | Moscou Chérémétiévo         |
| AtlasGlobal       | En saison charter : Antalya |
| Nordwind Airlines | En saison charter : Antalya |
| Pobeda            | Moscou-Vnoukovo             |
| Red Wings         | Moscou-Domodédovo           |
| S7 Airlines       | Moscou-Domodédovo           |
| Saravia           | En saison : Simféropol      |
| SCAT Airlines     | Aktaou                      |

Édité le 27/04/2018

## Statistiques
Pour des raisons techniques, il est temporairement impossible d'afficher le graphique qui aurait dû être présenté ici.

Voir la requête brute et les sources sur Wikidata.